# Nowe Brzesko
Nowe Brzesko è un comune rurale polacco del distretto di Proszowice, nel voivodato della Piccola Polonia.
Ricopre una superficie di 54,53 km² e nel 2004 contava 5 791 abitanti.